# Richard Benedict
Richard Benedict (* 8. Januar 1920 in Palermo, Sizilien, Geburtsname umstritten: entweder Joseph Sciurba oder Ricardo Benedetto; † 25. April 1984 in Studio City, Kalifornien) war ein italienisch-US-amerikanischer Schauspieler, Fernseh- und Filmregisseur sowie Drehbuchautor.

## Leben und Karriere
Der gebürtige Sizilianer Richard Benedict kam mit seiner Familie im Alter von sieben Jahren in die USA. In seiner Jugend versuchte er sich recht erfolgreich als Preisboxer, ehe er in die Armee eintrat. Schließlich kam er mit relativ wenig Schauspielerfahrung nach Hollywood, wo er im Kriegsfilm Winged Victory in der kleinen Rolle eines betrunkenen Seemannes sein Filmdebüt gab. In den folgenden Jahren war er oft in der zweiten Hauptrolle zu sehen, er spielte aber auch wegen seiner markanten Statur mitunter grimmige Handlanger oder Schurken. Bekannt wurde seine Darstellung des in einer Höhle eingeschlossenen Leo Minosa, dessen versuchte Befreiung zu seiner Sensation ausgeschlachtet wird, in Billy Wilders Filmklassiker Reporter des Satans (1951). Im Jahr 1960 spielte er neben Frank Sinatra, Dean Martin und Sammy Davis junior in der Krimikomödie Frankie und seine Spießgesellen einen der elf „Spießgesellen“, die fünf Casinos in Las Vegas ausrauben.
Ab Anfang der 1960er-Jahre arbeitete Benedict hauptsächlich als Regisseur sowie gelegentlich als Drehbuchautor, als Schauspieler stand er selbst dagegen nur noch gelegentlich vor der Kamera. Er inszenierte als Regisseur bis zum Jahr 1982 Episoden von insgesamt über 50 Fernsehserien, darunter so bekannte Serienklassiker wie Die Leute von der Shiloh Ranch, Solo für O.N.C.E.L., Hawaii Fünf-Null, Drei Engel für Charlie und Quincy. Benedict führte auch bei einigen Fernseh- und Kinofilmen die Regie, am bekanntesten unter diesen ist wahrscheinlich der Abenteuerfilm Auf der Jagd nach dem verlorenen Gold (1969) mit Burt Reynolds und Anne Francis in den Hauptrollen.
Richard Benedict starb im April 1984 im Alter von 64 Jahren an einem Herzinfarkt. Bis zu seinem Tod war er mit Paula Lindenbaum verheiratet. Sie hatten drei Kinder, darunter den durch die Seifenoper Zeit der Sehnsucht bekannt gewordenen Schauspieler Nick Benedict (1947–2023).

## Filmografie (Auswahl)

### Als Schauspieler
- 1944: Winged Victory
- 1945: Landung in Salerno (A Walk in the Sun)
- 1946: Irgendwo in der Nacht (Somewhere in the Night)
- 1946: Blau ist der Himmel (Blue Skies)
- 1946: Till the End of Time
- 1947: The Guilt of Janet Ames
- 1947: Im Kreuzfeuer (Crossfire)
- 1949: Sumpf des Verbrechens (Scene of the Crime)
- 1949: Das unheimliche Fenster (The Window)
- 1949: Die Brut des Satans (City Across the River)
- 1949: Unerschütterliche Liebe (Shockproof)
- 1949: Ein Fall für Detektiv Landers (Homicide)
- 1951: Reporter des Satans (Ace in the Hole)
- 1951: Meuterei im Morgengrauen (Inside the Walls of Folsom Prison)
- 1952: Mördersyndikat San Francisco (Hoodlum Empire)
- 1953: Der Gehetzte (The Juggler)
- 1953: Ein Akt der Liebe (Un acte d'amour)
- 1955: In all diesen Nächten (The Shrike)
- 1955: Ein Fall für Johnny Denton (The Big Tip Off)
- 1957: Teufel im Nacken (Monkey on My Back)
- 1957: Corky und der Zirkus (Circus Boy; Fernsehserie, 1 Folge)
- 1957: Beginning of the End
- 1958: It! The Terror from Beyond Space
- 1960: Frankie und seine Spießgesellen (Ocean's Eleven)
- 1961: Ada Dallas (Ada)
- 1961–1963: Hawaiian Eye (Fernsehserie, 4 Folgen)
- 1968: Hawaii Fünf-Null (Hawaii Five-O; Fernsehserie, 1 Folge)
- 1969: Der Chef (Ironside; Fernsehserie, 1 Folge)
- 1980: Trapper John, M.D. (Fernsehserie, 1 Folge)
- 1984: Disconnected

### Als Regisseur
- 1961–1963: Hawaiian Eye (5 Folgen)
- 1962: Bronco (1 Folge)
- 1964: Mike and the Mermaid (Kinofilm)
- 1965: Das total verrückte Skihotel (Winter A-Go-Go; Kinofilm)
- 1965–1967: Wettlauf mit dem Tod (Run for Your Life; 15 Folgen)
- 1965–1970: Die Leute von der Shiloh Ranch (The Virginian; 3 Folgen)
- 1967: Solo für O.N.C.E.L. (The Man from U.N.C.L.E.; 1 Folge)
- 1967: Auf der Flucht (The Fugitive; 1 Folge)
- 1967–1969: Kobra, übernehmen Sie (Mission: Impossible; 3 Folgen)
- 1968–1978: Hawaii Fünf-Null (Hawaii Five-O; 11 Folgen)
- 1969: The Bold Ones: The New Doctors (1 Folge)
- 1969: Auf der Jagd nach dem verlorenen Gold (Impasse; Kinofilm)
- 1969: Mini-Max (Get Smart; 2 Folgen)
- 1969–1970: Der Chef (Ironside; 3 Folgen)
- 1970/1971: The Bold Ones: The Lawyers (2 Folgen)
- 1971–1972: Alias Smith und Jones (3 Folgen)
- 1974–1978: Make-Up und Pistolen (Police Woman; 4 Folgen)
- 1976: Drei Engel für Charlie (Charlie's Angeles; 2 Folgen)
- 1977: Der Mann aus Atlantis (Man from Atlantis; 1 Folge)
- 1980/1982: Quincy (2 Folgen)
- 1981: Fantasy Island (2 Folgen)
- 1982: The American Adventure (Kinofilm)